# باتش (باتشكا الجنوبية)
باچ (بالتركية: Baç أو Bač) (بالمجرية: Bács) (بالسيريلية الصربية: Бач) وتُنطق باتش، هي بلدة وبلدية تقع في إقليم جنوب باتشكا ضمن مقاطعة فويفودينا المتمتعة بالحكم الذاتي في جمهورية صربيا. يبلغ عدد سكان البلدة 4,405 نسمة، في حين يبلغ عدد سكان البلدية ككل 11,431 نسمة.
سُمّيت المنطقة الجغرافية الكاملة الواقعة بين نهري الدانوب وتيسا باسم إقليم باتشكا (بالتركية: Bačka) (بالتركية العثمانية: باچقه) نسبةً إلى اسم هذه البلدة، باچ. 
ينقسم إقليم باتشكا (بالتركية العثمانية: باچقه) بين صربيا والمجر.

## توأمة
لباتش (باتشكا الجنوبية) اتفاقيات توأمة مع كل من:
- فوكوفار.
- فليست.
- سينيتسا.